# Host (Jirásek)
Host je realistická povídka českého spisovatele Aloise Jiráska, která vyšla v roce 1878, napsána byla patrně mezi lety 1875 a 1877. Autor v díle vzpomíná na události války v roce 1866, které zasáhly náchodské okolí.

## Děj
Děj povídky začíná ráno 27. června roku 1866, kdy se vypravěč povídky rozhodne podívat se na vojenské jednotky, které táhly krajem. Jeho zvědavost ho nasměrovala k místu, kde zahlédl skupinu vojáků. Navázal rozhovor s vojákem polské národnosti, který sloužil v řadách nepřátelského vojska. Společně stráví několik vzácných okamžiků, kde se společně baví o životě, lásce, začínající válce a polské literatuře. Avšak jejich setkání bylo přerušeno strhující se bitvou, která pohltila krajinu. Po jejím utichnutí zavládla na poli smrt a zkáza. Po několika dnech se vypravěč vydá na náchodské bojiště, kde mezi padlými uvidí svého hosta.

## Postavy
Vypravěč – byl to Čech, který měl rád literaturu a žil nedaleko místa, kde se odehrávala bitva. Nesnášel válku a odmítal nadvládu Rakouska. Jeho byt, kde pohostil svého hosta byl plný knih, o kterých debatovali. Každým dnem byl zarmoucený, když viděl, jak válka ničí nejen krajinu, ale i životy lidí. Toužil po dni, kdy se nad polem, kde kdysi proudily střely, bude vlát vlajka míru a svobody.
Stanislav Kronský – byl to pruský voják s velkou láskou k vlasti, literatuře a rodině. Odmítal válčit proti lidem, které považoval za své „bratry“. Často vzpomínal na svou rodinu. Vyprávěl o svých hodinkách, které dostal od svého pradědy. Ten je dostal na válečném poli, nesly nejen historii rodiny, ale i tíhu válečných časů.

## Charakteristika díla
Povídka je psána s netradičním uspořádáním vět a dlouhými popisy. Používají se archaické výrazy a inverze slovosledu, objevuje se čeština, ale i polština. Hlavní myšlenkou je poukázat na hrůzy války a to, jak dokáže být nespravedlivá.
Jirásek nepoužívá naturalistické popisy, najdeme spíše soucit s padlými a raněnými. I přesto, že je povídka napsána s melancholickým steskem, autor se nezaměřuje na psychologický rozbor postav, na vše nahlíží spíše hromadným než individuálním přístupem.

## Okolnosti napsání a vydání
Povídka Host byla napsána nejspíše mezi lety 1875–1877. Otištěna byla nejprve v kalendáři Posel z Prahy v roce 1878, poté otištěna ještě několikrát, dokonce i přeložena do polštiny. Sám Jirásek události války 1866 sám ve svém rodném kraji prožíval a jeho osobní zážitek je promítnut do tohoto prozaického díla. Byť je toto dílo jeho osobní vzpomínkou, Jiráskovi primárně nešlo o vyobrazení jeho zážitků a historických událostí. Jde mu převážně o předání obecného poselství.